# Gaznevada
I Gaznevada sono un gruppo musicale bolognese attivo principalmente tra la fine degli anni settanta e la fine degli anni ottanta. Come per altri gruppi della scena bolognese, Skiantos, Hi-Fi Bros e Confusional Quartet, il gruppo si formò nel fermento culturale del movimento del Settantasette che in quella città era particolarmente influente. La band ha segnato un’epoca con il suo stile sperimentale, unendo influenze Punk, Funk, Elettroniche e New wave. Il loro sound era inizialmente una miscela di Punk rock, No wave e New Wave, spostandosi successivamente verso sonorità più pop e commerciali, sviluppando una particolare forma di italo disco. Nel 2022 i Gaznevada hanno ripreso l’attività, tornando sulla scena musicale dopo un lungo periodo di silenzio.

## Storia

### 1977-1979: Dalla nascita al Bologna Rock
Il gruppo si forma a Bologna verso la fine del 1977 nell'ambito della scena musicale locale e come evoluzione del Centro d'Urlo Metropolitano, formazione rock movimentista autrice di un unico brano Mamma dammi la benza (album: Sarabanda etichetta: Humpty Dumpty produzione: Radio Alice), registrato in Fonoprint e pubblicato su cassetta in occasione del Convegno sulla Repressione del settembre 1977. Nel corso di questa manifestazione si esibiscono dal vivo con il brano Mamma dammi la benza dando vita a quello che verrà definito il “Rock demenziale” e che vedrà negli Skiantos i maggiori esponenti del genere.
Il loro ritrovo è la casa occupata, in Via Clavature 20, al primo piano, a Bologna denominata Traumfabrik, nome ideato dal fumettista Filippo Scozzari che diviene ben presto una sorta di Factory frequentata da fumettisti, disegnatori, scrittori, musicisti, fotografi e video maker, nonché sede del fan-club della band..
Due mesi dopo l'esibizione al Convegno sulla Repressione, nel novembre del 1977, di ritorno da un viaggio a Londra di alcuni componenti della band, il gruppo decide di cambiare il nome in Gaznevada, ispirandosi ad un racconto di Raymond Chandler dal titolo Nevada Gas. La formazione originaria era costituita da sette elementi: Alessandro Raffini (Billy Blade) ai fiati, tastiere e voce, Ciro Pagano (Robert Squibb) alla chitarra, Giorgio Lavagna (Andy Droid, successivamente Andrew Nevada) alla voce, Marco Dondini (Bat Matic) alla batteria, Gianpietro Huber (Johnny Tramonta) al basso e Gianluca Galliani (Nico Gamma) alle tastiere. Nei primi anni frequenti sono i fraintendimenti ideologici da parte della sinistra italiana, che non vedeva di buon occhio l'ondata punk che stava investendo l'Italia di allora e i Gaznevada che con spirito situazionista ostentavano vestiti neri, spille e catene, non ne furono immuni..
È di questo periodo, marzo 1978, il concerto “Gaznevada sing Ramones”, svoltosi per tre serate consecutive al Punkreas di Bologna, uno scantinato nel centro storico della città, nel quale la band si esibì suonando per ore solo “cover” dei brani dei Ramones con brevi pause tra un pezzo e l’altro come sui dischi originali, senza sosta e a ritmo velocizzato rispetto ai brani della band americana.. Fu proprio in quell’occasione che furono avvicinati dal neo-produttore Oderso Rubini che propose loro di registrare una serie di brani inediti, alcuni già eseguiti dal vivo, e che furono registrati negli studi, approntati in un garage della centrale via San Felice a Bologna, della neonata Harpo's Bazar, poi Italian Records. Nel marzo del 1979 viene pubblicato il primo album dei Gaznevada su supporto cassetta k7 e dal titolo Gaznevada. Da lì a breve Gianluca Galliani abbandona la band.
Il 2 aprile 1979 i Gaznevada partecipano al Bologna Rock, un festival che si svolse al palasport di Bologna e che vide sul palco i migliori gruppi dell'allora scena punk rock e new wave bolognese. Fra questi vi erano Windopen, Luti Chroma, Skiantos, Bieki, Naphta, Confusional Quartet, Andy J. Forest, Frigos e Cheaters
Nella primavera del 1979, anche Gianpietro Huber abbandona il gruppo e viene sostituito al basso da Marco Bongiovanni (Chainsaw Sally, in seguito Marco Nevada)
Con l’arrivo del nuovo bassista i Gaznevada tornano in studio per registrare, nell’autunno del 1979, il loro primo singolo Nevadagaz, contenente nel lato B l’inedito presentato al Bologna Rock Blue TV Set.

### 1980-1981: Sick Soundtrack e Dressed to Kill
Il secondo album Sick Soundtrack (1980), anticipato dal singolo Nevada Gaz/Blue TV Set, li impone all'attenzione della critica come una band innovativa, capace di accogliere e rielaborare le nuove sonorità in arrivo dagli Stati Uniti e dal Regno Unito. Lo stile del disco era fatto di suoni nevrotici, sax molto ruvidi, ritmi quasi funk, influenze new wave (Talking Heads) e no wave, ma anche elettroniche, influenze rielaborate e fatte proprie in modo del tutto originale. La loro immagine noir/fantascientifica accresce la curiosità e il successo in alcuni ambienti della critica musicale dell'epoca e nella audience di nicchia legata alla new wave e al punk. Nel 2012 l'album Sick Soundtrack verrà inserito da Rolling Stone Italia tra i migliori 100 album italiani. Alle prime mille copie del 33 giri era allegato un singolo 7" inciso su una sola facciata, con il brano I See My Baby Standing on a Plane eseguito dagli stessi Gaznevada con lo pseudonimo "Billy Blade and the Electric Razors", gruppo rockabilly che successivamente si esibirà in alcune occasioni dal vivo con membri dei Gaznevada e dei Confusional Quartet. Dall’album Sick Soundtrack viene anche prodotto un video per il brano “Shock Antistatico”.
È di questo periodo la vignetta di Andrea Pazienza pubblicata sul Male che li ritrae in concerto su un asteroide piatto che fluttua nello spazio. Molti anni dopo, nel 2002, il regista Renato De Maria, anch’egli frequentatore della Traumfabrik di quegli anni, realizzerà il film "Paz!", sulla vita e l’arte di Andrea Pazienza, e inserì nella colonna sonora il brano Japanese Girls estratto dall’album Sick Soundtrack.
Nel 1980 Ciro Pagano (Robert Squibb), Marco Bongiovanni (Chainsaw Sally), Marco Dondini (Bat Matic) suonano rispettivamente chitarra, basso e batteria per Edoardo Bennato nel brano Uffà! Uffà!, all'interno dell'album omonimo, partecipando anche al videoclip realizzato per il brano. Nello stesso anno compaiono nel film Si salvi chi vuole per la regia di Roberto Faenza con Claudia Cardinale.
Nel 1981 i Gaznevada pubblicano sempre con l'etichetta Italian Records e la produzione di Oderso Rubini il mini-LP Dressed to Kill, che si può considerare la continuazione del percorso musicale/artistico intrapreso dalla band con Sick Soundtrack e allo stesso tempo la sua conclusione. Il disco, ispirato all’omonimo film di Brian De Palma, è un “concept” dalle influenze no wave ed elettroniche dominanti di quel periodo. L’intero album sarà registrato e mixato a Bologna negli studi della Fonoprint.
Nell’estate del 1981 i Gaznevada partecipano, con vestiti e trucco ispirati ai samurai giapponesi, al festival "Electra 1. Festival per i Fantasmi del Futuro", che si svolse a Bologna tra il 17 e il 21 luglio e al quale, oltre ai Gaznevada parteciparono diversi artisti di spicco della scena musicale new wave internazionale: Bauhaus, DNA, Brian Eno, Peter Gordon, Chrome, The Lounge Lizards e gli italiani: N.O.I.A., Rats, Band Aid oltre al gruppo teatrale Magazzini Criminali.
Nel 1982 Giorgio Lavagna (aka Andy Nevada) lascia la band per proseguire la sua esperienza musicale con il gruppo elettronico “The Stupid Set” dei quali fu fondatore e i Gaznevada iniziano un percorso sonoro diverso, che rompe in qualche modo gli schemi con il proprio passato. Escono contemporaneamente il singolo 7” Ragazzi dello Spazio e il Mix 12” (Black Dressed) White Wild Boys, quest’ultimo dalle sonorità funky ed entrambi cantati in italiano. Successivamente partecipano con il brano inedito Detectives che interpreteranno anche nel ruolo di attori, al musical cinematografico Pirata!, per la regia di Paolo Ricagno e presentato l'anno successivo alla Biennale di Venezia.

### 1983: Svolta pop e italo disco
La vera svolta musicale avviene nel 1983 con il brano I.C. Love Affair contenuto nell’album Psicopatico Party. Il brano, ad oggi considerato una “cult track” della musica clubbing, e suonata da numerosi dj di levatura internazionale, ottiene un notevole successo nei primi mesi dell'anno proiettando il gruppo nelle classifiche di vendita e di gradimento. Nel frattempo, poco dopo l’uscita dell’album, anche Marco Dondini (Bat Matic) abbandonerà il gruppo sostituito da Gianni Cuoghi (ex batterista dei Confusional Quartet).
Grazie al successo di I.C. Love Affair firmano un nuovo contratto con la casa discografica EMI e partecipano ospiti a numerosi programmi televisivi tra cui il Festivalbar. Successivamente usciranno altri due singoli Special Agent Man e nel 1984 Ticket To Los Angeles prima di realizzare nel 1985 Back To The Jungle il primo album per la EMI. L’album conteneva il brano Living in The Jungle che fu pubblicato come singolo ed ebbe un discreto successo di vendita e di pubblico. Dal singolo venne prodotto un video per conto della RAI che divenne sigla del programma per ragazzi Cartoni magici in onda tutti i giorni su Rai 1. La regia era di Renzo Martinelli e gli inserti di animazione curati da Bruno Bozzetto. Living in the Jungle arrivò al 1º posto nella categoria ‘Video-clip’ del mensile Musica e dischi e venne premiato per la sua realizzazione e gli effetti speciali. Dall’album Back to the Jungle sarà estratto anche il singolo Mary is a Clerk. Lo stesso anno compaiono nel film Dolce Assenza di Claudio Sestieri con Jo Champa e Sergio Castellitto. Per la colonna sonora del film realizzano anche una versione ad hoc del brano Railway Station Boy contenuto nell’album Back To The Jungle. L’anno successivo nel 1986 viene realizzato il singolo Sex Sister primo ed unico disco interamente prodotto dai Gaznevada.
Nel 1987 con l’uscita di Gianni Cuoghi e di Alessandro Raffini (Billy Blade) e l’ingresso, alla voce, di Nicola Guiducci, dj e fondatore del Plastic, storico locale di Milano, la formazione subisce un’ultima e definitiva variazione di organico e della band originale restano solo Ciro Pagano e Marco Bongiovanni. Lo stesso anno i Gaznevada entrano nuovamente in studio e realizzano un nuovo album per conto della CBS e prodotto da Guido Elmi, storico produttore di Vasco Rossi.
Al termine del 1987 viene pubblicato il singolo Thrill Of The Night contenuto nell'album Strange Life il quarto ed ultimo album della band in uscita nel 1988 e da cui verranno estratti altri due singoli, Sometimes e Jimmy Boy.

### Dopo i Gaznevada
Terminata l’esperienza Gaznevada, nel 1988, Ciro Pagano si dedicherà a diverse produzioni nell’ambito della dance e successivamente darà vita al gruppo techno Datura mentre Marco Bongiovanni produrrà, tra gli altri, il progetto italo house "DJ H feat.Stefy" Successivamente, dopo anni di silenzio, nel 2002 esce per la EMI Dance Factory un nuovo inedito dei Gaznevada: il singolo di matrice elettronica Dance no Dance. La produzione artistica è dei Datura mentre la copertina, che richiama la grafica di Sick Soundtrack, è curata da Giorgio Lavagna, primo cantante del gruppo.
Nel 2020 a quarant’anni dalla prima pubblicazione viene ristampato, su etichetta Italian Records, e per conto di Expanded Music, l'album Sick Soundtrack in versione limitata e remasterizzata. Da lì a breve viene anche pubblicata su vinile la cassetta Gaznevada, primo lavoro della band.

### 2022-2023: Il progetto Synth Soundtrack
Nel marzo del 2022 Ciro Pagano e Marco Bongiovanni vengono invitati alla rassegna “Rock e Rivoluzione” ideata da Pierfrancesco Pacoda in collaborazione con l’Università DAMS di Bologna. Argomento della conversazione è il racconto della Bologna “creativa” di fine anni 70 vista con gli occhi di chi l’ha vissuta e generata. Per l’occasione propongono una rivisitazione del repertorio musicale dei Gaznevada in chiave elettronica e sotto forma di live djset. L’impatto è notevole a tal punto che il loro storico discografico dell’Italian Records, Giovanni Natale, presente alla performance, propone di stampare il materiale ascoltato su vinile. Successivamente vengono invitati ad esibirsi in locali quali il Covo di Bologna, il Tenax di Firenze e il Berghain di Berlino. Nel maggio del 2023, viene pubblicato “Synth Soundtrack (A Sick Soundtrack Re-Work)” realizzato sul master originale al quale sono state sovrapposte sequenze elettroniche. La presentazione viene fatta con un live djset in occasione della uscita della Capsule Collection "Going Underground" a loro ispirata e prodotta dall'azienda di abbigliamento Slam Jam.

### 2025: Il ritorno e il docufilm
Nel 2025 esce Going Underground, un docufilm dedicato alla storia dei Gaznevada, diretto da Lisa Bosi. Il film ripercorre le origini della band, la loro storia e il loro impatto sulla scena musicale italiana. Presentato in vari festival, il documentario ottiene un’ottima accoglienza e si aggiudica il premio come Miglior Documentario al SeeYouSound International Music Film Festival di Torino.
Parallelamente all’uscita del film, viene pubblicato l’EP After The Human Race, contenente tre tracce inedite: The Sentinel, Beetle Dance e After The Human Race, che dà il titolo al lavoro. L’EP, edito da Warner Music, include sonorità elettroniche e techno ed è stato promosso in sinergia con il docufilm.

## Formazione

### Formazione iniziale (1979)
- Alessandro Raffini (Sandy Banana / Billy Blade) - voce, sassofono, organo elettrico
- Gianpietro Huber (Johnny Tramonta / Hal Capra) - basso
- Marco Dondini (Bat Matic) - batteria
- Giorgio Lavagna (Andy Droid / Andrew Nevada) - voce, synth
- Ciro Pagano (Robert Squibb) - chitarra
- GianLuca Galliani (Nico Gamma) - tastiere

### In formazioni successive (1979-1988)
- Marco Bongiovanni (Chainsaw Sally / Marco Nevada) - basso, synth
- Gianni Cuoghi - batteria
- Nicola Guiducci - voce

## Discografia

### Album in studio
- 1979 - Gaznevada - (Harpo's Bazar)
- 1980 - Sick Soundtrack - (Italian Records)
- 1983 - Psicopatico Party - (Italian Records)
- 1985 - Back To The Jungle - (EMI)
- 1988 - Strange Life - (CBS)
- 2023 - Synth Soundtrack (Italian Records)

### EP
- 1981 - Dressed to Kill - (Italian Records, 12")
- 2025 - After The Human Race - (Warner Music, Digital exit)

### Singoli
- 1980 - Nevadagaz/Blue TV set - (Italian Records, 7")
- 1982 - Ragazzi Dello Spazio/Dolly - (Italian Records, 7")
- 1982 - (Black Dressed) White Wild Boys - (Italian Records, 12”)
- 1983 - I.C. Love Affair/Agente Speciale - (Italian Records, 7” - 12”)
- 1983 - Special Agent Man - (Italian Records, 7” - 12”)
- 1984 - Ticket To Los Angeles/Macho’s Love On The Rock - (Italian Records, 7” - 12”)
- 1985 - Living In The Jungle/Western Boys, Eastern Girls - (EMI, 7” - 12”)
- 1985 - Mary Is A Clerk/Western Boys, Eastern Girl - (EMI, 7” - 12”)
- 1986 - Sex Sister/Change Your Old Ideas - (EMI, 7” - 12”)
- 1987 - Thrill Of The Night - (CBS, 7” - 12”)
- 1988 - Sometimes, Somewhere, Someone/Too Deep For Dealing - (CBS, 7”)
- 1988 - Jimmy Boy/Sometimes - (CBS, 12”)
- 2002 - Dance No Dance - (EMI, 12” - CDs)
- 2023 - Roses (Re-work) - (Sony.Digital exit)
- 2024 - Mamma Dammi La Benza (2024 Mix) - (Warner Music, Digital exit)

### Colonne Sonore
[modifica | modifica wikitesto]
- 2025 - Going Undergorund - (Expanded Music, Lp - CD)

## Filmografia
- Paolo Ricagno, Pirata! Cult Movie, Finzioni (1984)
- Lisa Bosi, Going Underground, Sonne Film (2025)